# Rio Trevélez
O rio Trevélez é um rio da província de Granada, no sul de Espanha. Nasce no município de Trevélez, na parte central da Serra Nevada e é afluente do rio Guadalfeo. 

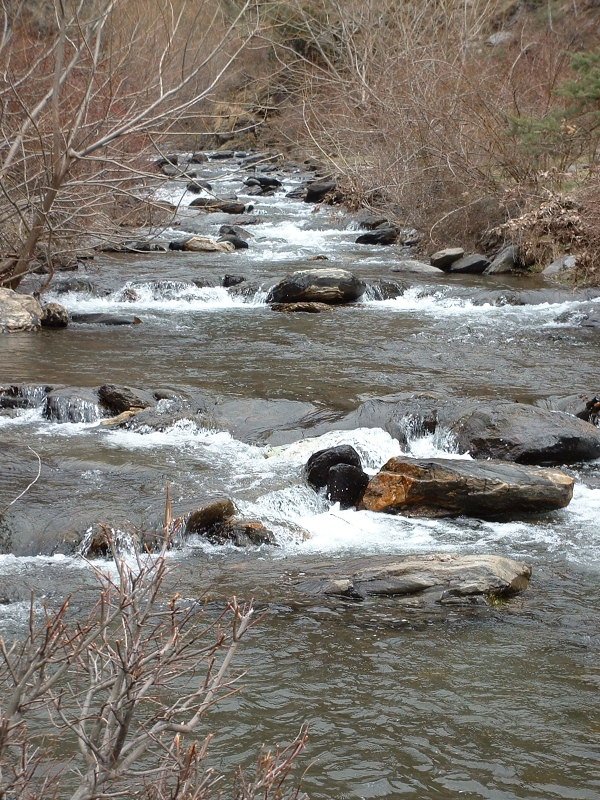
Rio Trevélez